# Ablemma pugnax
Ablemma pugnax är en spindelart som först beskrevs av Brignoli 1973.  Ablemma pugnax ingår i släktet Ablemma och familjen Tetrablemmidae. Inga underarter finns listade i Catalogue of Life.